# Grand Prix Formule 1 van Groot-Brittannië 1950
De Grand Prix Formule 1 van Groot-Brittannië 1950 werd gehouden op 13 mei op het circuit van Silverstone. Het was de allereerste Formule 1 Grand Prix ooit.
De eerste race van het Formule 1-kampioenschap werd gewonnen door Giuseppe Farina.

## Uitslag
| Pos. | Nr. | Coureur                    | Constructeur | Rondes | Afstand afgelegd | Tijd / Oorzaak uitval | Grid | Punten |
| ---- | --- | -------------------------- | ------------ | ------ | ---------------- | --------------------- | ---- | ------ |
| 1    | 2   | Giuseppe Farina            | Alfa Romeo   | 70     | 325.430          | 2:13:23.6             | 1    | 9S     |
| 2    | 3   | Luigi Fagioli              | Alfa Romeo   | 70     | 325.430          | + 2.6                 | 2    | 6      |
| 3    | 4   | Reg Parnell                | Alfa Romeo   | 70     | 325.430          | + 52.0                | 4    | 4      |
| 4    | 14  | Yves Giraud-Cabantous      | Talbot       | 68     | 316.132          | + 2 Rondes            | 6    | 3      |
| 5    | 15  | Louis Rosier               | Talbot       | 68     | 316.132          | + 2 Rondes            | 9    | 2      |
| 6    | 12  | Bob Gerard                 | ERA          | 67     | 311.483          | + 3 Rondes            | 13   |        |
| 7    | 11  | Cuth Harrison              | ERA          | 67     | 311.483          | + 3 Rondes            | 15   |        |
| 8    | 16  | Philippe Étancelin         | Talbot       | 65     | 302.185          | + 5 Rondes            | 14   |        |
| 9    | 6   | David Hampshire            | Maserati     | 64     | 297.536          | + 6 Rondes            | 16   |        |
| 10   | 10  | Joe Fry Brian Shawe-Taylor | Maserati     | 64     | 297.536          | + 6 Rondes            | 20   |        |
| 11   | 18  | Johnny Claes               | Talbot       | 64     | 297.536          | + 6 Rondes            | 21   |        |
| NF   | 1   | Juan Manuel Fangio         | Alfa Romeo   | 62     | 288.238          | Olielek               | 3    |        |
| NC   | 23  | Joe Kelly                  | Alta         | 57     | 264.993          | Niet geklasseerd      | 19   |        |
| NF   | 21  | Prince Bira                | Maserati     | 49     | 227.801          | Geen benzine          | 5    |        |
| NF   | 5   | David Murray               | Maserati     | 44     | 204.556          | Motor                 | 18   |        |
| NC   | 24  | Geoffrey Crossley          | Alta         | 43     | 199.907          | Niet geklasseerd      | 17   |        |
| NF   | 20  | Toulo de Graffenried       | Maserati     | 36     | 167.364          | Motor                 | 8    |        |
| NF   | 19  | Louis Chiron               | Maserati     | 26     | 120.874          | Koppeling             | 11   |        |
| NF   | 17  | Eugene Martin              | Talbot       | 8      | 37.192           | Oliedruk              | 7    |        |
| NF   | 9   | Peter Walker Tony Rolt     | ERA          | 5      | 23.245           | Versnellingsbak       | 10   |        |
| NF   | 8   | Leslie Johnson             | ERA          | 2      | 9.298            | Compressor            | 12   |        |

## Noot
Omdat dit de eerste officiële Grand Prix was van het Formule 1 Wereldkampioenschap werden er onmiddellijk een aantal records gevestigd:
- Dit was het debuut voor de Italiaanse coureurs Giuseppe Farina (toekomstig Grand Prix-winnaar en wereldkampioen) en Luigi Fagioli (toekomstig Grand Prix-winnaar); Britse coureurs Reginald Parnell, Bob Gerard, Cuth Harrison, David Hampshire, Joe Fry, Brian Shawe-Taylor, Geoffrey Crossley, Leslie Johnson, David Murray, Tony Rolt en Peter Walker; Franse coureurs Yves Giraud-Cabantous, Louis Rosier, Philippe Étancelin en Eugène Martin; de Argentijnse coureur Juan Manuel Fangio (toekomstig Grand Prix-winnaar en wereldkampioen); de Thaise coureur Bira; de Monegaskische coureur Louis Chiron; de Belgische coureur Johnny Claes; de Zwitserse coureur Toulo de Graffenried en de Ierse coureur Joe Kelly.
- Tevens was het het debuut voor coureurs uit Italië, het Verenigd Koninkrijk, Frankrijk, Argentinië, Thailand, Monaco, België, Zwitserland en Ierland.
- Eerste pole position, snelste ronde, Grand Prix-winst, podiumplaats, rondes als raceleider en hat-trick voor Giuseppe Farina en een Italiaanse coureur.
- Eerste podiumplaats voor Luigi Fagioli.
- Eerste podiumplaats voor Reginald Parnell en een Britse coureur.
- Eerste ronde als raceleider voor Juan Manuel Fangio en een Argentijnse coureur.

1926 · 1927 · 1948 · 1949 · 1950 · 1951 · 1952 · 1953 · 1954 · 1955 · 1956 · 1957 · 1958 · 1959 · 1960 · 1961 · 1962 · 1963 · 1964 · 1965 · 1966 · 1967 · 1968 · 1969 · 1970 · 1971 · 1972 · 1973 · 1974 · 1975 · 1976 · 1977 · 1978 · 1979 · 1980 · 1981 · 1982 · 1983 · 1984 · 1985 · 1986 · 1987 · 1988 · 1989 · 1990 · 1991 · 1992 · 1993 · 1994 · 1995 · 1996 · 1997 · 1998 · 1999 · 2000 · 2001 · 2002 · 2003 · 2004 · 2005 · 2006 · 2007 · 2008 · 2009 · 2010 · 2011 · 2012 · 2013 · 2014 · 2015 · 2016 · 2017 · 2018 · 2019 · 2020 · 2021 · 2022 · 2023 · 2024 · 2025 · 2026 · 2027 · 2028 · 2029 · 2030 · 2031 · 2032 · 2033 · 2034
Als eretitel: 1923 (Italië) · 1924 (Frankrijk) · 1925 (België) · 1926 (San Sebastián) · 1927 (Italië) · 1928 (Italië) · 1930 (België) · 1947 (België) · 1948 (Zwitserland) · 1949 (Italië) · 1950 (Groot-Brittannië) · 1951 (Frankrijk) · 1952 (België) · 1954 (Duitsland) · 1955 (Monaco) · 1956 (Italië) · 1957 (Groot-Brittannië) · 1958 (België) · 1959 (Frankrijk) · 1960 (Italië) · 1961 (Duitsland) · 1962 (Nederland) · 1963 (Monaco) · 1964 (Groot-Brittannië) · 1965 (België) · 1966 (Frankrijk) · 1967 (Italië) · 1968 (Duitsland) · 1972 (Groot-Brittannië) · 1973 (België) · 1974 (Duitsland) · 1975 (Oostenrijk) · 1976 (Nederland) · 1977 (Groot-Brittannië)
Als alleenstaande race: 1983 · 1984 · 1985 · 1993 · 1994 · 1995 · 1996 · 1997 · 1999 · 2000 · 2001 · 2002 · 2003 · 2004 · 2005 · 2006 · 2007 · 2008 · 2009 · 2010 · 2011 · 2012 · 2016